# Be Ambitious
Be Ambitious é o sexto mini-álbum do girl group sul-coreano Dal Shabet. O álbum foi lançado digitalmente e fisicamente em 20 de junho de 2013. "내 다리를 봐 (Be Ambitious)" serviu como single promocional. A faixa tem dois títulos e se traduz em "Olhe para as Minhas Pernas (Seja Ambicioso)".

## Antecedentes e lançamento
O lançamento do mini-álbum foi anunciado em 28 de maio de 2013. A Happy Face Entertainment explicou, "Dal Shabet está atualmente em fase final de gravação e produção. Este álbum é perfeito para o verão sufocante. Elas vão mostrar um lado de si mesmo que você nunca viu antes." Em 2 de junho, foi confirmado por sua agência que o grupo estaria retornando em 20 de junho de 2013, com um álbum composto por canções escritas e compostas por elas mesmas. Em 11 e 16 de junho de 2013, vídeo teasers da faixa-título foram lançados ao público.
Em 18 de junho de 2013, foi anunciado que a letra de "내 다리를 봐 (Be Ambitious)" era imprópria para exibição pública devido ao conteúdo sexual e teria que ser alterada, a fim de promover o grupo na televisão. Sua companhia cumpriu no mesmo dia e mudou a letra em questão. Dois dias mais tarde, as integrantes do Dal Shabet participaram de uma apresentação privada para o lançamento de seu álbum. Durante o evento, as integrantes abordaram sua controvérsia de conteúdo sexual, afirmando: "Já que a faixa promocional é chamada de Look At My Legs (Be Ambitious), a capa do álbum e as filmagens para o videoclipe foram todas focadas em nossas pernas. Nós achamos que é por isso que as pessoas estão preocupadas sobre ele ser muito sexual. Quando a canção for lançada, as pessoas vão perceber que não é verdade. Nós estamos tornando um Dal Shabet sexy, mas fofo, através deste álbum." Em 20 de junho de 2013, Dal Shabet lançou fisicamente e digitalmente seu álbum, com um videoclipe que o acompanha.

## Composição
O álbum é composto por sete faixas, sendo seis canções novas e uma instrumental. A faixa promocional foi criada pelos produtores Nam Ki Sang e Lim Kwang-Wook. Nam Ki Sang trabalhou anteriormente com Dal Shabet na produção da canção "Love Shake" em 2012. Este álbum marca a primeira vez que as integrantes do Dal Shabet se tornaram ativamente envolvidas com a produção de sua música. GaEun, Serri e Jiyul escreveram a letra para "Summer Break", "Let It Go" e "Hey Mr. Chu~♥", respectivamente. O produtor DK$HINE, que anteriormente fez "Girl Girl Girls" para o grupo, emprestou sua ajuda mais uma vez na produção de "Hey Mr. Chu~♥". Woohee compôs e escreveu a letra para "How", que conta com narrações de Ahn Jae-hyun. 17HOLIC, que criou obras para vários grupos de K-pop, emprestou sua ajuda ao longo de quase todo o álbum.

## Promoções
Em 19 de junho de 2013, Dal Shabet realizou uma apresentação de retorno aos palcos para seus fãs. A apresentação serviu para revelar sua faixa-título ao público coreano pela primeira vez.  As promoções na televisão começaram em 20 de junho de 2013, no M! Countdown da Mnet, onde o grupo apresentou "Dalshabet Girls (Intro)" e "내 다리를 봐 (Be Ambitious)".

## Lista de faixas
| N.º            | Título                                       | Letras                      | Música                      | Arranjo                     | Duração |  |
| 1.             | "Dalshabet Girls (Intro)"                    | Lee Jung Won                | Lee Jung Won                | Lee Jung Won                | 1:11    |  |
| 2.             | "내 다리를 봐 (Be Ambitious)"                | Minsul, 17HOLIC             | Nam Ki Sang, Lim Kwang-Wook | Nam Ki Sang, Lim Kwang-Wook | 3:23    |  |
| 3.             | "Summer Break"                               | GaEun, 17HOLIC, Park Sangil | Park Sangil                 | Park Sangil                 | 3:36    |  |
| 4.             | "Hey Mr. Chu~♥"                              | Jiyul, DK$HINE, Jenny       | DK$HINE                     | DK$HINE                     | 3:25    |  |
| 5.             | "Let It Go"                                  | Serri, 17HOLIC              | 17HOLIC, Park Sangil        | 17HOLIC, Park Sangil        | 3:12    |  |
| 6.             | "어쩜 (Maybe)"                               | Woohee                      | Woohee                      | Bull$EyE                    | 3:34    |  |
| 7.             | "내 다리를 봐 (Be Ambitious) (instrumental)" |                             | Nam Ki Sang, Lim Kwang-Wook | Nam Ki Sang, Lim Kwang-Wook | 3:23    |  |
| Duração total: | Duração total:                               | Duração total:              | Duração total:              | Duração total:              | 21:17   |  |

## Desempenho nas paradas

### Single
| Título                        | Melhores posições | Melhores posições       |
| Título                        | KOR               | USA                     |
| Título                        | Gaon              | Billboard K-Pop Hot 100 |
| ----------------------------- | ----------------- | ----------------------- |
| "내 다리를 봐 (Be Ambitious)" | 14                | 12                      |